# Alaska Air Group
Alaska Air Group (NYSE: ALK) è una holding di compagnie aeree statunitense con sede a SeaTac, nello stato di Washington, Stati Uniti. Il gruppo possiede due compagnie aeree, Alaska Airlines, una compagnia aerea maggiore, e Horizon Air, una compagnia aerea regionale.

## Storia
Alaska Air Group è stata costituita nel 1985 come holding di Alaska Airlines e un anno dopo ha acquisito Horizon Air e Jet America Airlines; quest'ultima è stata fusa con Alaska Airlines nel 1987.
Nel 2011, Alaska Air Group ha sostituito AMR Corporation nel Dow Jones Transportation Average in seguito alla dichiarazione di fallimento di AMR.
Il 29 marzo 2016 è stata formata una consociata interamente controllata denominata McGee Air Services, una società di servizi aerei dedicata per fornire servizi di assistenza a terra, pulizia di aeromobili e sedie a rotelle ad Alaska Airlines.
Il 4 aprile 2016, Alaska Air Group ha annunciato l'intenzione di acquisire Virgin America, in attesa dell'approvazione da parte delle autorità di regolamentazione del governo statunitense e degli azionisti di Virgin America; l'acquisizione è stata completata il 14 dicembre 2016.Fino al 2018, Alaska Air Group ha continuato a gestire Alaska Airlines e Virgin America come compagnie aeree separate e ha continuato a onorare sia il Mileage Plan dell'Alaska che i programmi fedeltà Elevate di Virgin America. In seguito all'acquisizione di Virgin America, il numero effettivo dei dipendenti dell'Alaska Air Group è aumentato da 15143 alla fine del 2015 a 19112 (12224 di Alaska Airlines, 3.616 di Horizon Air e 3.252 di Virgin America) alla fine del 2016.
Il 22 marzo 2017, la compagnia ha annunciato che avrebbe fuso Virgin America e Alaska Airlines, operando con il solo marchio Alaska Airlines. La fusione è stata completata il 25 aprile 2018 e il marchio Virgin America è stato ritirato il 2 giugno 2019.
Il 3 dicembre 2023, Alaska Air Group ha annunciato l'intenzione di acquistare Hawaiian Airlines in un accordo del valore di circa 1,9 miliardi di dollari. L'accordo, se approvato dalle autorità di regolamentazione, manterrebbe sia Alaska Airlines che Hawaiian Airlines come marchi separati.

### Sede centrale

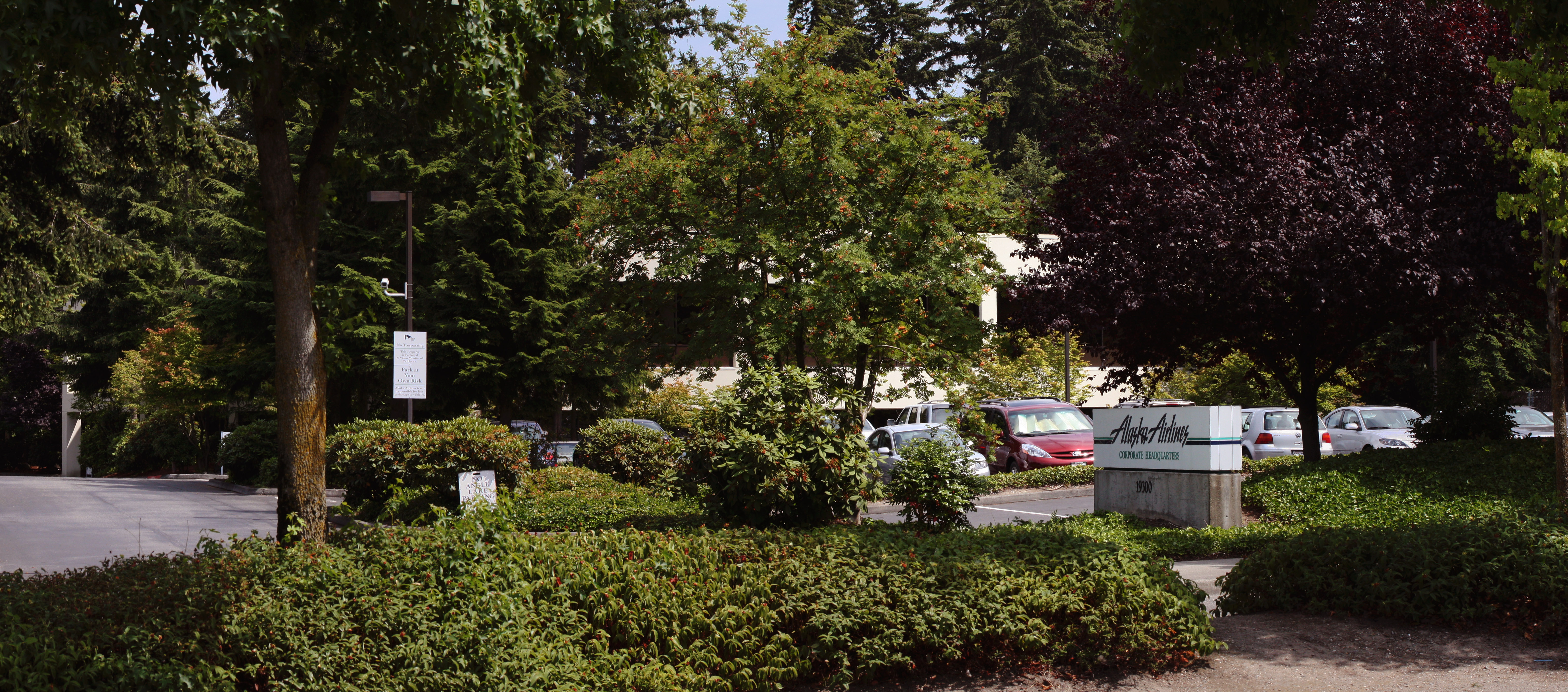
Sede dell'Alaska Air Group a SeaTac, Washington

La sede centrale dell'Alaska Air Group si trova a SeaTac, Washington, Stati Uniti.
Il 3 maggio 2018, Alaska Airlines ha svelato i piani per costruire un edificio di 128 000 piedi quadri (11 900 m²) vicino all'aeroporto di Sea-Tac.